# Площа Князя Ярослава Осмомисла (Львів)
Пло́ща Кня́зя Яросла́ва Осмоми́сла — площа у Галицькому районі міста  Львова. Розташована у північній частині історичного центру міста, на північний захід від площі Ринок і на північний схід від Львівської опери, на правому березі Полтви. Належить до світової спадщини ЮНЕСКО як частина об'єкта «Ансамбль історичного центру Львова».
Прилучаються вулиці Підмурна, Богдана Хмельницького, Івана Гонти, Краківська, Театральна, Торгова та Стара, а також площа Різні.

## Історія
Площа Князя Ярослава Осмомисла сформувалась після того, як стали розбирати мури, що оточували центральні квартали давнього Львова. Виникла вона при колишній Краківській брамі; від неї на північ простягалося краківське передмістя, яке заселяли переважно євреї. Від брами (і від східної частини площі) починався давній Волинський шлях, який ще мав назву Жовківської дороги (нині — вулиця Богдана Хмельницького). До східної частини площі прилягає одна з найдавніших площ Львова — Звенигородська, до якої з площі Князя Ярослава Осмомисла ведуть сходи (перепад висот — бл. 3,5 м).

## Забудова
В архітектурному ансамблі площі святого Князя Ярослава Осмомисла присутні три- та чотириповерхові кам'яниці кінця XIX — початку XX століть, збудовані у стилі віденського класицизму. Пам'ятки архітектури місцевого та національного значення відсутні. Нумерація будинків бере початок від вулиці Богдана Хмельницького. Декілька будинків внесено до Реєстру пам'яток архітектури місцевого значення.

### Будинки
№ 2 — тут до 1939 року була торгівля шкірою Шляйфера, від радянських часів у цьому будинку міститься Львівське трансагентство з обслуговування населення автотранспортом (вантажні перевезення).
№ 3 — в будинку у 1950-х була майстерня артілі «Хутровик», нині — кафе-бар «Перлина Львова».
№ 7 — житловий будинок. Внесений до Реєстру пам'яток архітектури місцевого значення під охоронним № 864-м.
№ 8 — в будинку за радянських часів працював хлібний магазин, нині — продуктова крамниця торговельної мережі «Еколан». Будинок внесений до Реєстру пам'яток архітектури місцевого значення під охоронним № 865-м.
№ 9 — в будинку у 1950—1960 роках містилася майстерня з ремонту швейних машин, нині тут магазини «Промтовари» та «Жива риба». Будинок внесений до Реєстру пам'яток архітектури місцевого значення під охоронним № 866-м.
№ 10 — в будинку у 1950-х роках містилася майстерня з ремонту меблів, у 1970—1980 роках — ательє з пошиття портьєр, нині — галантерейний магазин, салон мобільного зв'язку «Київстар» та гральні автомати. Будинок внесений до Реєстру пам'яток архітектури місцевого значення під охоронним № 867-м.
№ 11 — тут за польських часів був магазин модних товарів Вайнреба, від радянських часів працює крамниця «Посуд», у часи незалежності тут також облаштували магазин чеських кухонь «Корина». Будинок внесений до Реєстру пам'яток архітектури місцевого значення під охоронним № 868-м.
№ 20 — тут за польських часів був ресторан Дебори Адлер, нині цієї адреси не існує.
Також на площу виходить тильний фасад Національного академічного українського драматичного театру імені Марії Заньковецької, а до північного боку площі прилягає колишній ринок «Добробут».
На площі Князя Ярослава Осмомисла, де наразі розташований ринок «Добробут» може з'явитися новий сквер. Відповідне рішення погодили на Виконавчому комітеті Львівської міської ради. Йдеться про територію площі Князя Ярослава Осмомисла, а також територію, що обмежена вулицями Лазневою, Сянською та Підмурною. Проте формування скверу розпочнуть лише завершення розгляду справи щодо ділянки у суді, якщо рішення винесуть на користь міської ради..

## Транспорт
Площа є важливим транспортним вузлом: через неї здійснюється проїзд з центральної та південно-східної частини Львова у північну і північно-західну частину міста — на вулицю Городоцьку, проспект Чорновола, вулиці Богдана Хмельницького та Замарстинівську.